# Volvo B21
Volvo B21 är en svensktillverkad Volvo-motor som monterades i Volvo 240 från mitten av 1970-talet till mitten av 1980-talet. Till skillnad från sin föregångare Volvo B20 har B21 överliggande kamaxel och topplock av crossflow-typ i aluminium. En annan skillnad är att B21 är något högre på grund av den överliggande kamaxeln och därför monteras lutande i sidled för att få plats under motorhuven i 240-serien, medan B20 står upprätt i motorrummet. Motorns slagvolym är 2,127 liter och effekten 102–155 hk beroende på årsmodell och utförande.
De första åren fanns motorn med antingen förgasare eller insprutning. 1981 tillkom en turboversion, och det blev också den sista varianten av B21 som tillverkades.
När B20 slutade tillverkas (den erbjöds de första åren som basmotor i 240) ersattes den av B19 som var en kombination av B20-blockets borrning och slaglängd med topp från B21. B19 såldes framförallt i länder där beskattningsregler gynnade motorer med mindre slagvolym än 2 liter (till exempel Italien). Den vidareutvecklades sedan till B200. B19 och senare B200 var också den motor som användes i 300-serien när man ville erbjuda ett starkare alternativ till den Renault-tillverkade motorn B14. Den lite större motorn gjorde att bilarna med B19 fick en bula på motorhuven för att få plats. Senare uppdaterades karossen så att motorn fick plats ändå.
Volvo B23 (senare B230) var en uppborrad version av B21 som först kom med sportvarianten 242 GT. Sedan blev den standard i GLE och GLT-modellerna men även i GL. Så småningom blev B23 standardmotor i 240 förutom de enklaste modellerna som använde B200. B23 fanns med förgasare (B23A) eller insprutning (B23E) i 240- och 740-modellerna. För 740-modellerna fanns även en version med 16 ventiler och i både 740 och 760 en turboversion. 
Motorn såldes i flera olika utföranden: 
- B21A med förgasare
- B21AT med Volvos egna trimsats, förgasarturbo
- B21E med mekanisk insprutning
- B21ET mekanisk insprutning med turbo

Turboversionen var den sista B21 som presenterades och fanns från 1981-1984 i 240 Turbo, som var den dyraste versionen i 240-serien. Från 1985 konstruerades alla motorerna om till så kallade lågfriktionsmotorer. I samband med det försvann B21 och de som fanns kvar var B200 och B230. 1985 fanns B200 i DL-modellerna på den svenska marknaden, men från 1986 var det bara B230 som användes. I 740-serien (och 760 Turbo) var det bara B23/B230-motorer i de fyrcylindriga bilarna. Dock såldes det av skatteskäl både 240 och 740 med B200 i t ex Finland och Italien.